# Chater-Lea

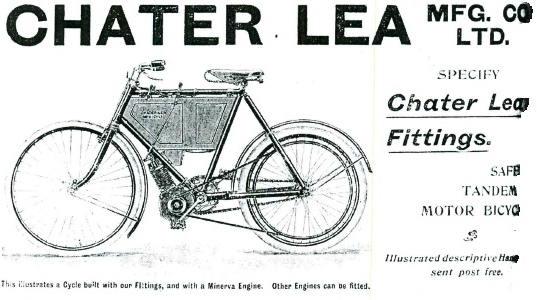
Anuncio de Chater-Lea (1902)

Chater-Lea fue un fabricante británico de bicicletas, automóviles y motocicletas. Sus instalaciones, con un edificio de nueve plantas de altura, estaban en Banner Street, en la ciudad de Londres, y a partir de 1928 dispuso de una planta de producción en Letchworth Garden City, Hertfordshire. William Chater-Lea fundó la empresa en 1890, y en sus orígenes se dedicaba a fabricar componentes para bicicletas. Produjo automóviles desde 1907 hasta 1922; y motocicletas de 1903 a 1935. William murió en 1927 y el negocio fue asumido por sus hijos John y Bernard. Una vez finalizada la producción de vehículos, la compañía siguió operando como fabricante de componentes hasta 1987.

## Historia

### Producción de automóviles
El primer automóvil fue el Carette de 1907, un biplaza con un motor de dos cilindros en V refrigerado por aire de 6 hp con transmisión por cadena a una de las ruedas traseras. Todavía se anunciaba en 1908, pero parece que se produjeron muy pocas unidades.

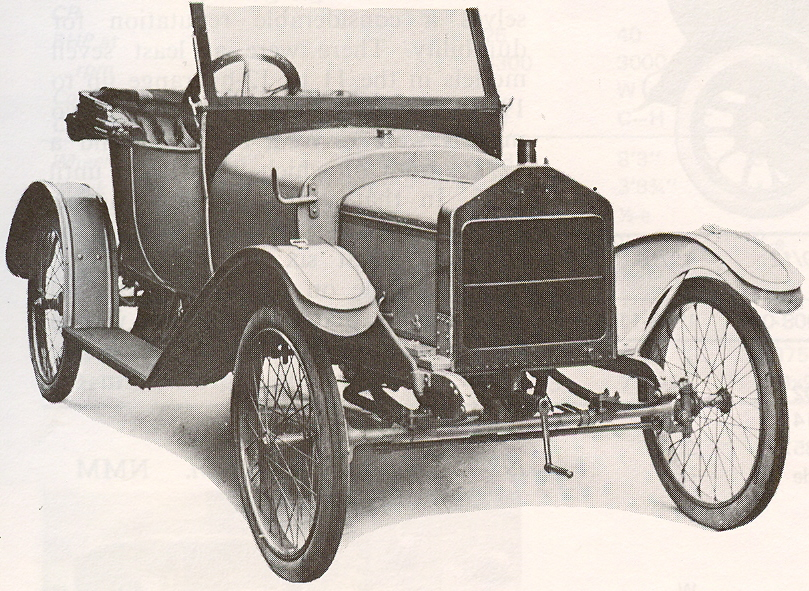
Chater-Lea (1913)

La empresa entró de nuevo en el mercado automotor en 1913, con un modelo de 4 cilindros refrigerado por agua de 8 hp y 1094 cc, con transmisión por eje rígido y caja de cambios de tres velocidades. El motor era de su propia fabricación, aunque algunas unidades pudieron utilizar el anterior motor V-2. Después de la Primera Guerra Mundial, en 1921, se relanzó como un 10 hp con un motor de 1315 cc y una caja de cambios de tres velocidades. La versión biplaza costaba 350 libras, y más adelante el precio se rebajó a 300 libras. Se fabricaron algunos centenares de unidades hasta 1922, cuando cesó la producción.
Hubo una propuesta para hacerse cargo de la fabricación del modelo 8 hp por Gillyard de Bakerend Road, Bradford, Yorkshire, pero no llegó a concretarse, a pesar de que pudo haberse construido un prototipo.
Se conserva un modelo de 1913 con un motor Singer, que en 2017 estaba localizado cerca de Swindon. Aparentemente el único otro modelo similar se encuentra en Nueva Zelanda.

### Producción de motos

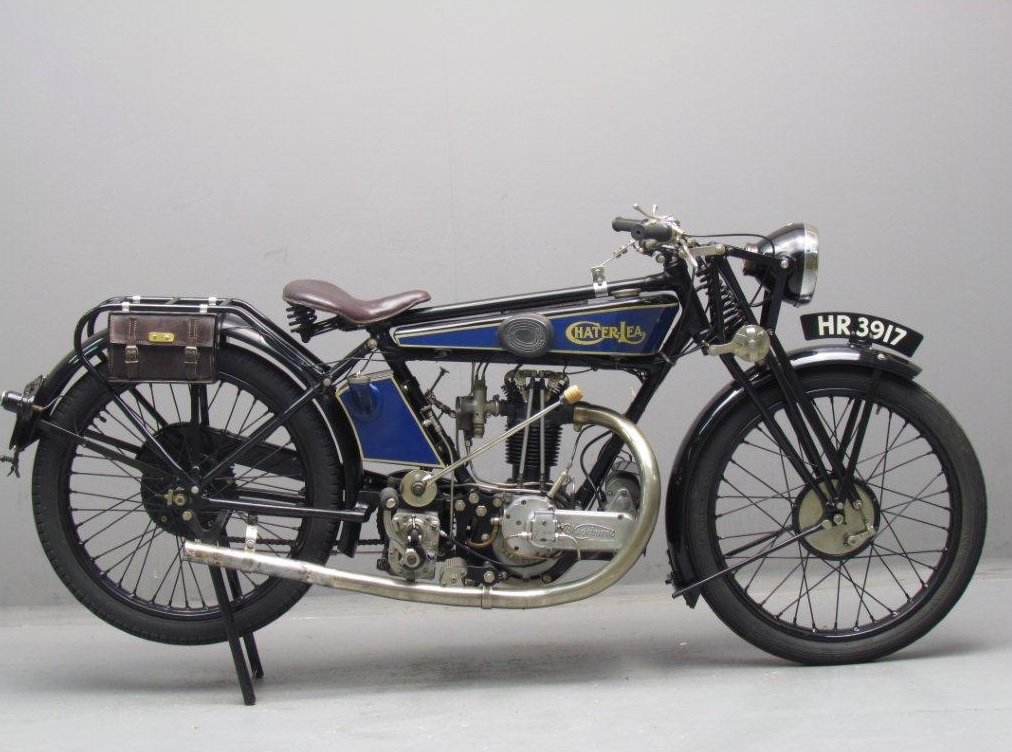
Chater Lea con motor Blackburne de 350 cc (1926)

La compañía produjo cuadros para bicicletas desde 1900 y pronto ofreció motores para impulsarlas. Motocicletas completas se fabricaron a partir de 1903, y en 1908 se estas máquinas se inscribieron en las carreras del Tourist Trophy de la Isla de Man. Durante el período anterior a la Primera Guerra Mundial se utilizaron distintos motores bajo licencia.
La producción en tiempos de paz comenzó en 1919, con modelos de dos cilindros seguidos por motocicletas con grandes motores  monocilíndricos en la década de 1920. A principios de la década de 1920, Chater-Lea intentó cambiar su imagen de moto utilitaria por una más deportiva, y contrató a Dougal Marchant como ingeniero de desarrollo.
Modificó un motor Blackburne OHV diseñado por Woodmann, añadiéndole un árbol de levas en cabeza,  logrando que una Chater-Lea fuera la primera motocicleta con un motor de 350 cc que superó las 100 mph (161 kilómetros por hora), registrando 100,81 mph (162,24 kilómetros por hora) en un kilómetro durante abril de 1924.
Más adelante, Marchant estableció el récord mundial del kilómetro para motocicletas de 350 cc y 500 cc en 102,9 mph (165,6 kilómetros por hora) para la firma, aunque el motor era su motor especial y no el posterior motor de serie con cámara frontal Chater-Lea. Se vendieron muy pocas unidades de los modelos deportivos resultantes, pero la empresa ganó un contrato para suministrar 800 equipos de sidecar AA Patrol con el que compensar sus costos. El piloto austriaco Michael Geyer ganó muchas carreras con el modelo "Camshaft".
Las últimas motocicletas se fabricaron en 1936. Tras crear el modelo de 350 cc más rápido del mundo, la producción cesó cuando el proveedor de motores de Chater-Lea, Blackburne, dejó de operar.

### Chater-Lea en la actualidad
Parece que a finales de 2017 Chater-Lea relanzó la marca según el sitio web de la compañía, que incluye una historia ilustrada de la empresa.